# Klement Lukeš
Klement Lukeš (2. listopadu 1926 Rakvice – 2. listopadu 2000) byl český politolog a publicista. Byl vážně handicapován tím, že byl nevidomý. Po druhé světové válce vstoupil z přesvědčení do Komunistické strany Československa a brzy se přiklonil ke komunistickému reformismu. Členem KSČ byl od roku 1947 do svého vyloučení roku 1961, kdy byl označen za hlavu údajného projugoslávského spiknutí; členství mu bylo vráceno v roce 1968 a vyloučen byl opět v rámci čistek roku 1970. Poté se angažoval v disentu. Podepsal Chartu 77 a podílel se na organizování samizdatu. Po roce 1989 se stal členem správní rady Nadace Olgy Havlové. V roce 2000 obdržel prezidentské vyznamenání, medaili Za zásluhy II. stupeň.